# میندازمش گردن عشق تو
«میندازمش گردن عشق تو» (به انگلیسی: Blame It on Your Love) ترانه‌ای توسط خوانندهٔ انگلیسی چارلی ایکس‌سی‌ایکس و خواننده و رپر آمریکایی لیزو می‌باشد که در ۱۵ مهٔ سال ۲۰۱۹ به‌عنوان دومین تک‌آهنگ از سومین آلبوم استودیویی چارلی ایکس‌سی‌ایکس با عنوان چارلی، منتشر شد.